# Tonbetonwand
Eine Tonbetonwand ist eine dünne Dichtungswand aus Tonbeton bei Staudämmen. Sie befindet sich als zusätzliches Dichtungselement im Kern eines Schüttdammes.
Bei Steinschüttdämmen sorgen an den Außenflanken Schüttungen von Felsbrocken für die Standfestigkeit, während der zumeist aus Lehm bestehende Kern die Wasserdichtigkeit gewährleistet. Da das Kernmaterial stellenweise sehr heterogen und spröde sein kann, wird häufig während der Schüttung des Kerns eine Tonbetonwand als weitere Sicherheit eingebaut. Dieser Beton muss ein ähnliches Verformungsverhalten wie das Kernmaterial aufweisen, um bei Setzungen und Spreizungen im Inneren des Damms nicht zu brechen.
Die Tonbetonwand wird üblicherweise ohne Verschalung und Bewehrung gegossen. Hierzu werden mehrere Lagen (etwa drei) des Kernmaterials geschüttet und verdichtet bis zu einer Höhe von ca. 1,20 m, um dann einen ca. 0,60 m breiten Schlitz über der im vorhergehenden Zyklus hergestellten Lamelle der Betonwand auszuheben. Bevor der Graben mit Beton ausgegossen wird, wird seine luftseitige Wandung mit Filtervlies versehen. Dieses hält bei Sickerungen Schwebstoffe zurück, die dann die Leckstelle abdichten können.
Deutschlands größter Staudamm, nämlich der Steinschüttdamm der Trinkwassertalsperre Frauenau, besitzt in seiner Mitte eine Tonbetonwand zur Abdichtung.